# スタディオン・ロジェニ
スタディオン・ロジェニ（Stadion Rođeni）は、ボスニア・ヘルツェゴビナ・ヘルツェゴビナ＝ネレトヴァ県モスタルにあるサッカー専用スタジアム。1995年に開場し、FKヴェレジュ・モスタルがホームスタジアムとして使用している。

## 概要
モスタル郊外に1995年に建設され、FKヴェレジュ・モスタル対FKジェリェズニチャル・サラエヴォのリーグ戦でこけら落としとなった。2005-06シーズン、ヴェレジュ・モスタルが3シーズンぶりにプレミイェル・リーガへ復帰したタイミングで北スタンドが新設され、2年後の2008年には西スタンドが立て続けに建設された。また、2019年にはこの西スタンドにスタジアム唯一となる屋根が付設され、クラブカラーの赤色が装飾として施された。
2022年、ボスニア・ヘルツェゴビナサッカー連盟やUEFAからの資金援助を受け、国内で先駆けてピッチにハイブリッド芝を導入した。

## ギャラリー

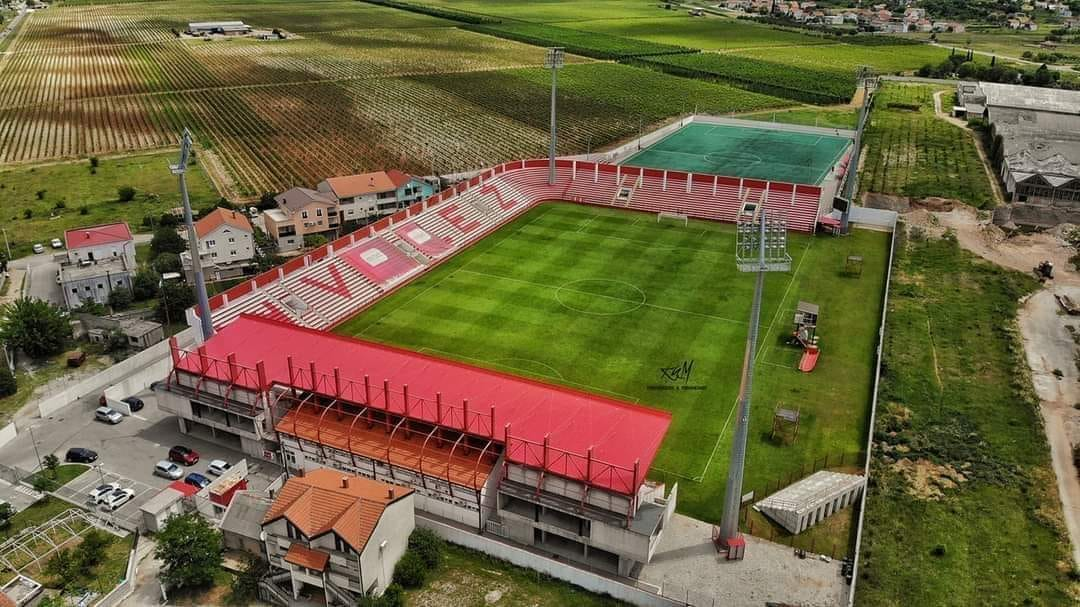
2021年の空撮
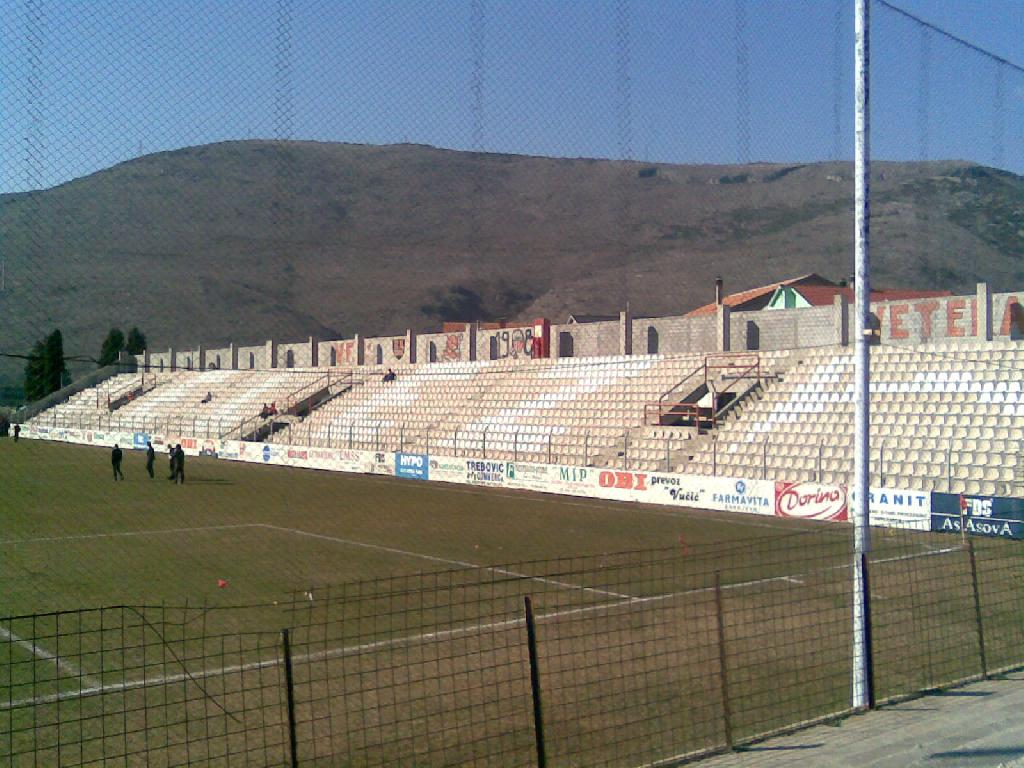
改修前の北スタンド (2010年)
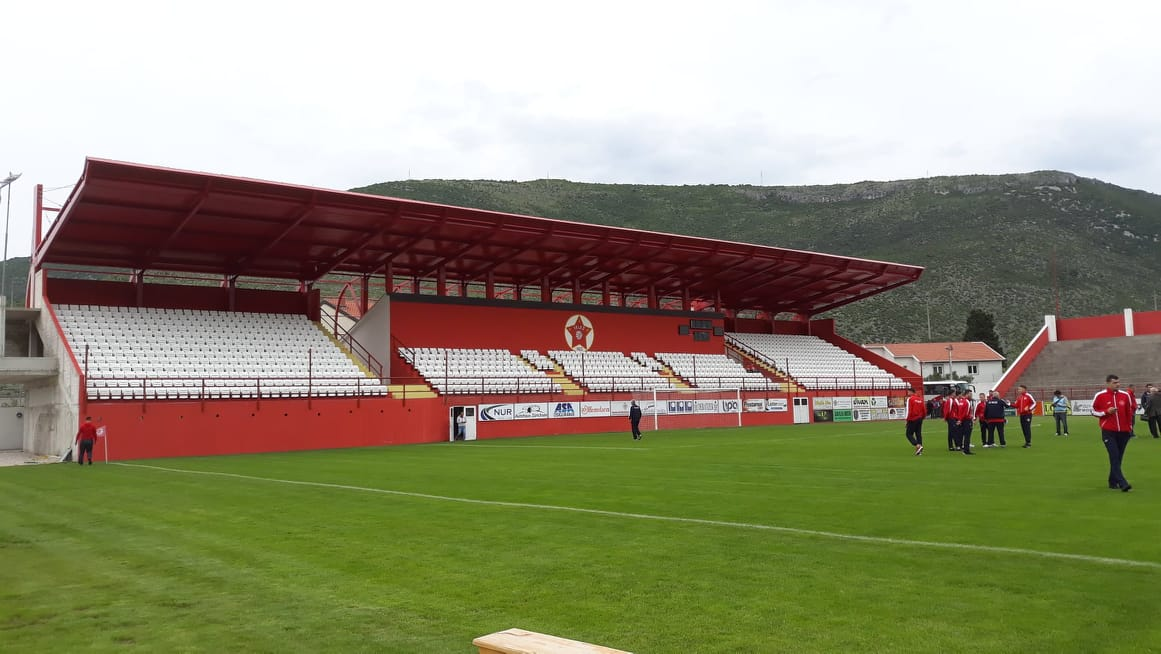
2019年の西スタンド
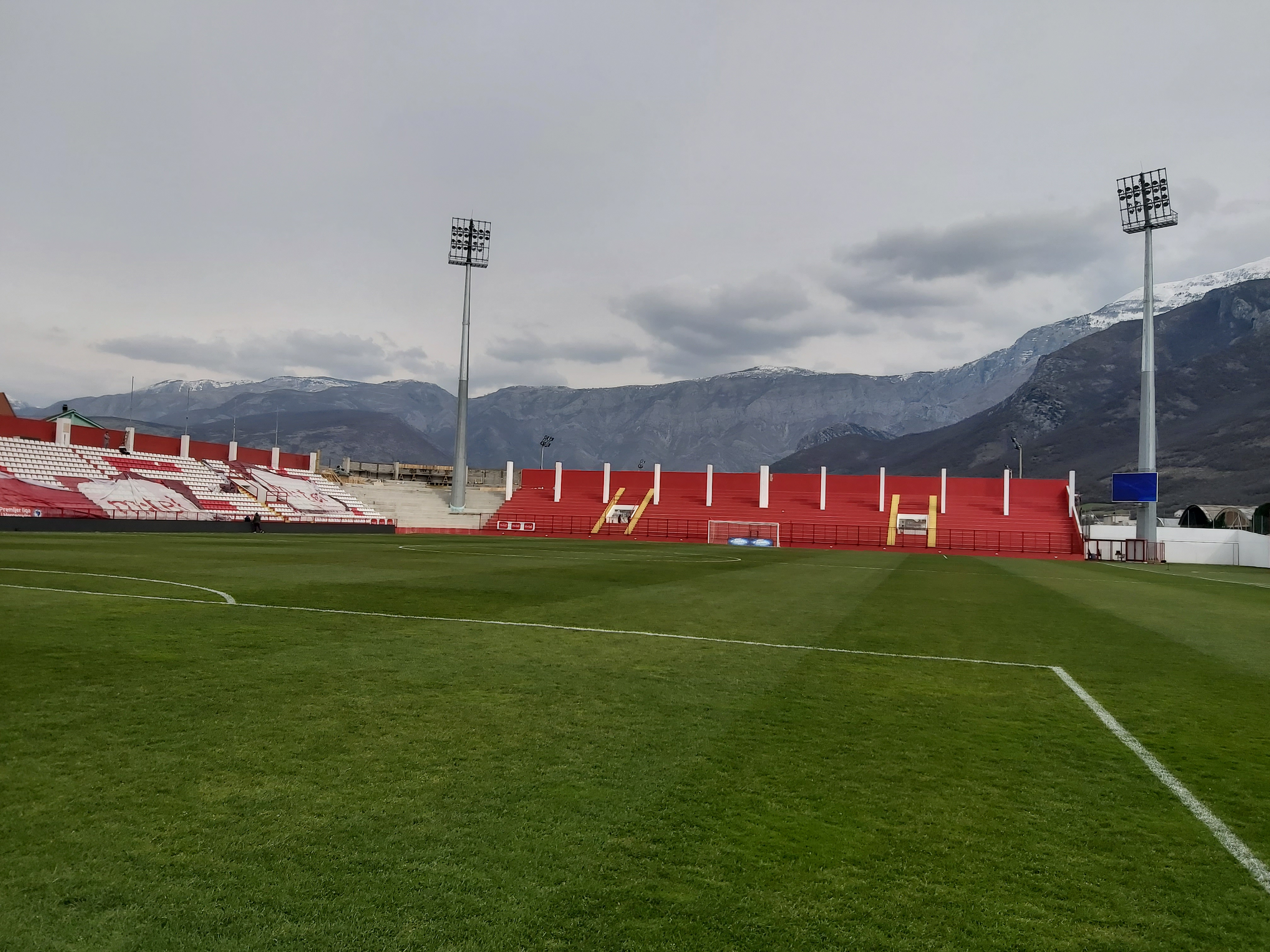
2021年の東スタンド